# Józef Machowski (inżynier)
Józef Machowski (ur. 10 marca 1930 w Wierzchosławicach, zm. 17 grudnia 1997) – polski uczony, inżynier elektrotechnik.

## Życiorys
Józef Machowski urodził się w 1930 roku we wsi Wierzchosławice, położonej obecnie w województwie małopolskim (powiat tarnowski). W 1948 ukończył III Liceum Ogólnokształcące w Tarnowie o profilu matematyczno–fizycznym. Studiował na Akademii Górniczo-Hutniczej w Krakowie na Wydziale Elektryfikacji Górnictwa i Hutnictwa. Dyplom magistra uzyskał w 1954 roku. Był wyróżniającym się studentem. Z tego względu został asystentem w Katedrze Elektryfikacji Urządzeń Górniczych. W 1964 roku uzyskał stopień doktora nauk technicznych, a w 1975 roku doktora habilitowanego. Od tego czasu pracował na stanowisku docenta. Tytuł profesora nadzwyczajnego otrzymał w 1988 roku. W latach 1981–1987 pełnił funkcję prodziekana Wydziału Elektrotechniki, Automatyki i Elektroniki. W 1982 roku został kierownikiem Zakładu Trakcji Elektrycznej w Instytucie Automatyki Napędu i Urządzeń Przemysłowych. Józef Machowski zmarł nagle 17 grudnia 1997 roku. Został pochowany na cmentarzu Rakowickim w Krakowie.

## Prace naukowe
Józef Machowski był autorem 90 publikacji, w tym 6 książek, 15 skryptów, 8 patentów. Dotyczyły one zagadnień modernizacji górnictwa, w szczególności jego elektryfikacji. Był też promotorem 5 rozpraw doktorskich. Miał opinię znakomitego dydaktyka. Uchodził za humanistę.

### Wybrane publikacje
- Józef Machowski, Władysław Dudek, Sieci trakcyjne w górnictwie, Katowice: "Śląsk", 1967, OCLC 812713982 [dostęp 2018-03-07]. Brak numerów stron w książce
- Józef Machowski, Czesław Grzbiela, Zarys elektrotechniki górniczej, Kraków: Akademia Górniczo-Hutnicza im. S. Staszica, 1975, OCLC 830534666 [dostęp 2018-03-07]. Brak numerów stron w książce
- Józef Machowski, Elektryczne napędy trakcyjne, Kraków: AGH, 1980, OCLC 750525943 [dostęp 2018-03-07]. Brak numerów stron w książce
- Józef Machowski, Teoretyczne podstawy elektryfikacji podziemi kopalń, obliczenia projektowe trakcji elektrycznej w górnictwie, Kraków: AGH, 1983, OCLC 751518114 [dostęp 2018-03-07]. Brak numerów stron w książce
- Józef Machowski, Maszyny, urządzenia elektryczne i automatyka w górnictwie: podstawy ogólne i zastosowanie, Katowice: Wydaw. "Śląsk", 1999, ISBN 83-85623-14-0 [dostęp 2018-03-07]. Brak numerów stron w książce

## Nagrody i odznaczenia
- Złoty Krzyż Zasługi[1]
- Krzyż Kawalerski Orderu Odrodzenia Polski[1]
- Medal Komisji Edukacji Narodowej[1]

## Działalność artystyczna
Józef Machowski był też artystą fotografikiem i malarzem amatorem. Należał do Towarzystwa Przyjaciół Sztuk Pięknych w Krakowie.